# Nedealsko, Iambol
Nedealsko (în bulgară Недялско) este un sat în comuna Straldja, regiunea Iambol,  Bulgaria. 

## Demografie
Componența etnică a satului Nedealsko
     Bulgari (90,71%)
     Romi (8,57%)
     Nicio identificare (0,71%)
     Altele (0%)
La recensământul din 2011, populația satului Nedealsko era de 280 locuitori. Din punct de vedere etnic, majoritatea locuitorilor (90,71%) erau bulgari, cu o minoritate de romi (8,57%). Pentru 0,71% din locuitori nu este cunoscută apartenența etnică.